# Aspila virescens
Aspila virescens là một loài bướm đêm trong họ Noctuidae.